# Giuliano Bugiardini

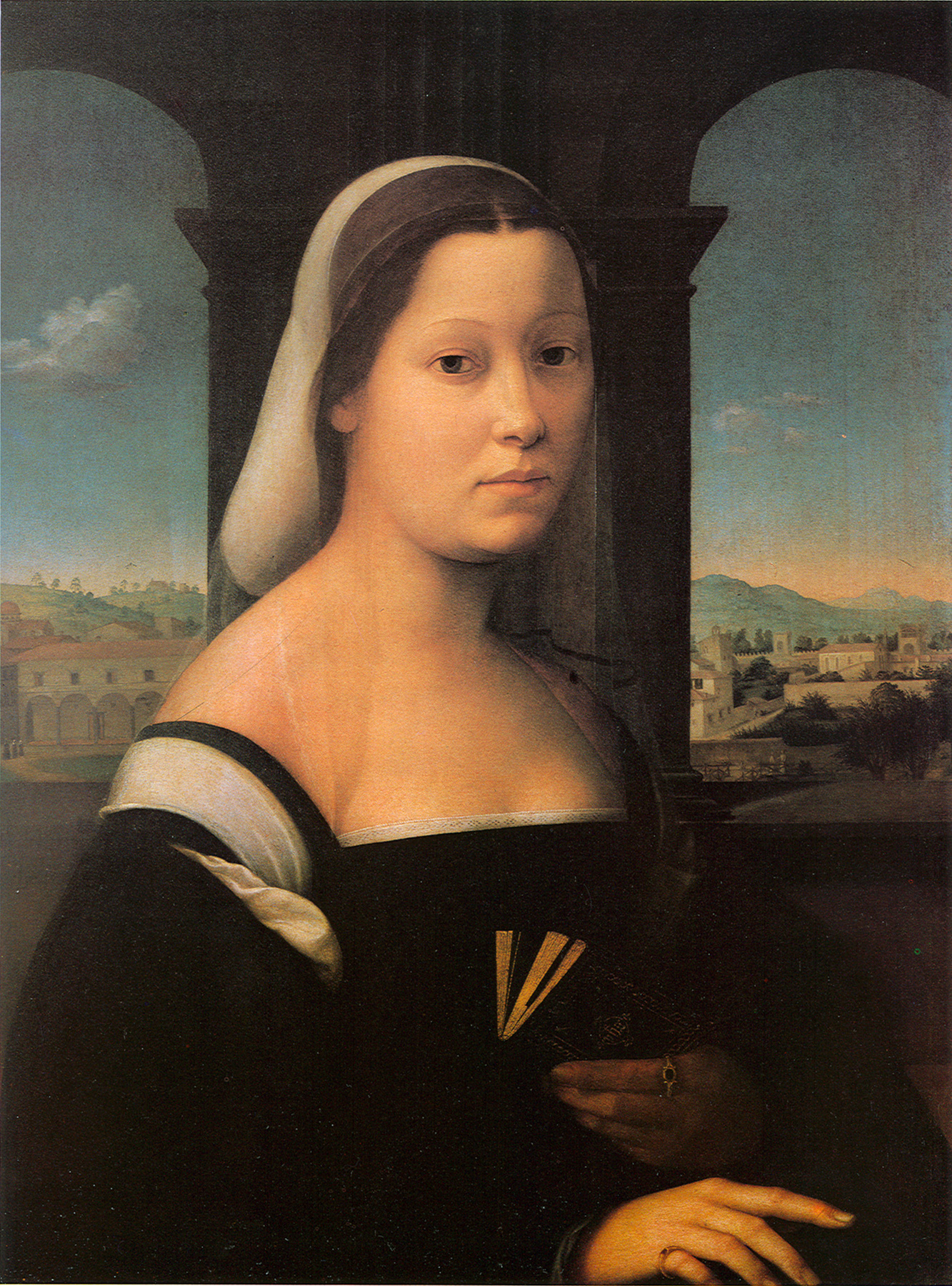
Kvinnoporträtt av Giuliano Bugiardini, målat 1506-1510.

Giuliano di Piero de Simone Bugiardini, född 29 januari 1476, död 1554, var en florentinsk konstnär.
Bugiardini var järjunge till Mariotto Albertinelli och Domenico Ghirlandaio, vän till Michelangelo Buonarroti, vilken han stod konstnärligt mycket nära, och till Leonardo da Vinci. Av Bugiardinis målningar kan nämnas Den heliga Katarinas förlovning (Akademin i Bologna) och Madonnan med barnet (Leipzig).